# Spanyolország vasúti közlekedése

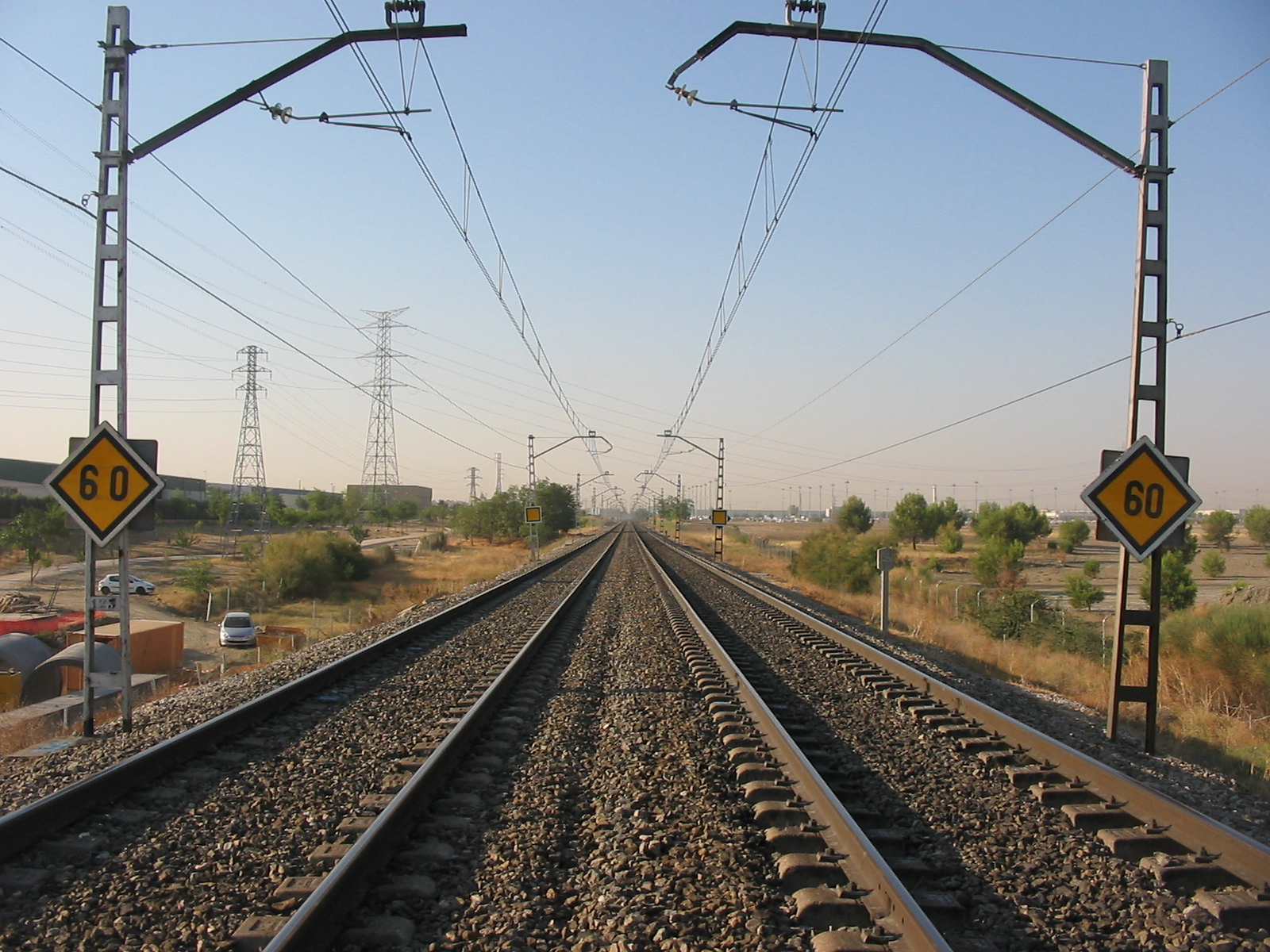
A spanyol széles nyomtáv

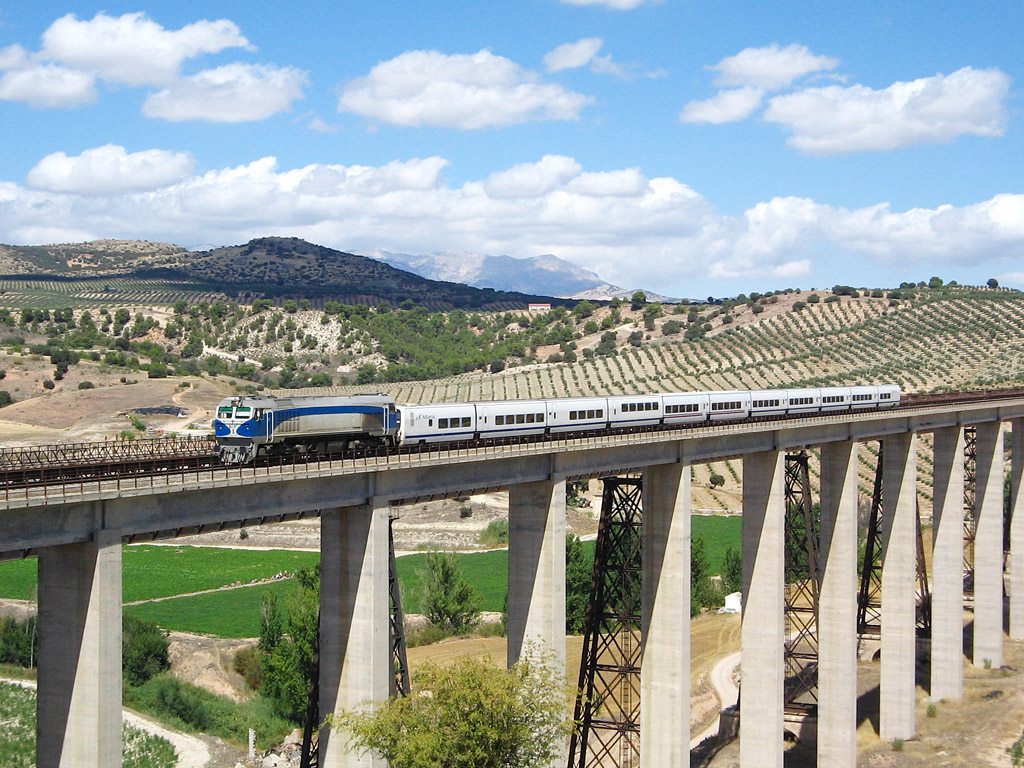
Egy Altaria vonat Talgo-kocsikkal Madrid és Granada között

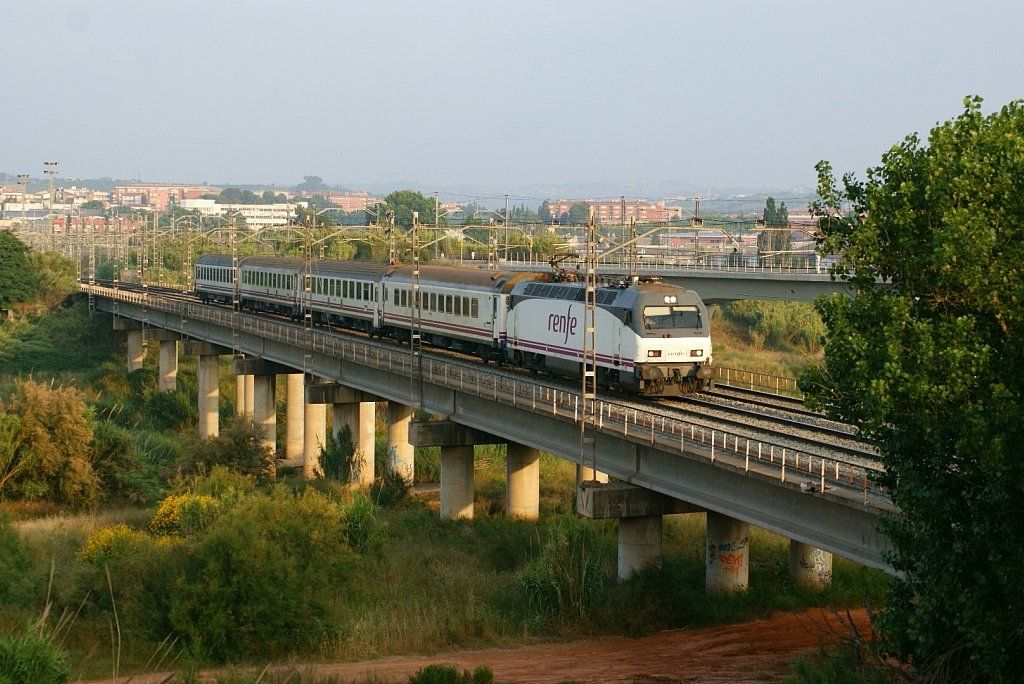
Személyvonat Katalóniában egy RENFE 252 sorozatú villamosmozdonnyal

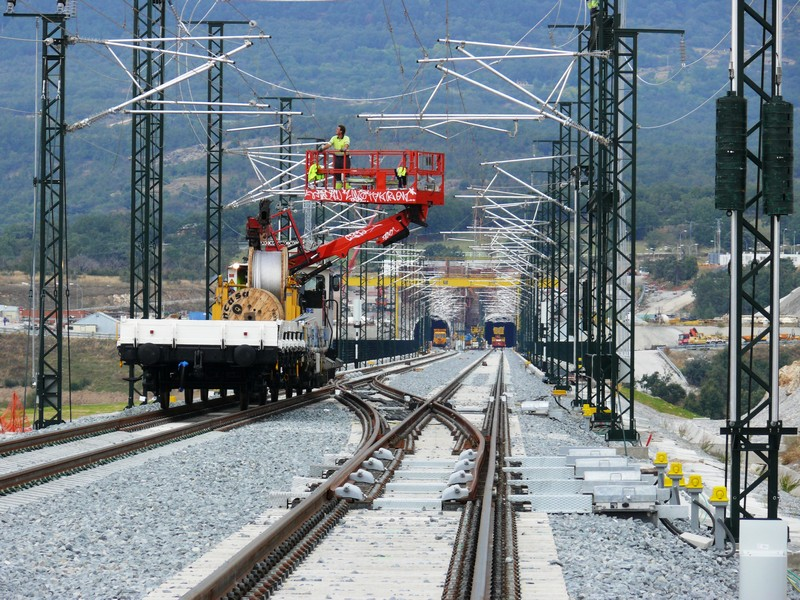
A Madrid–Valladolid nagysebességű vasútvonal építése

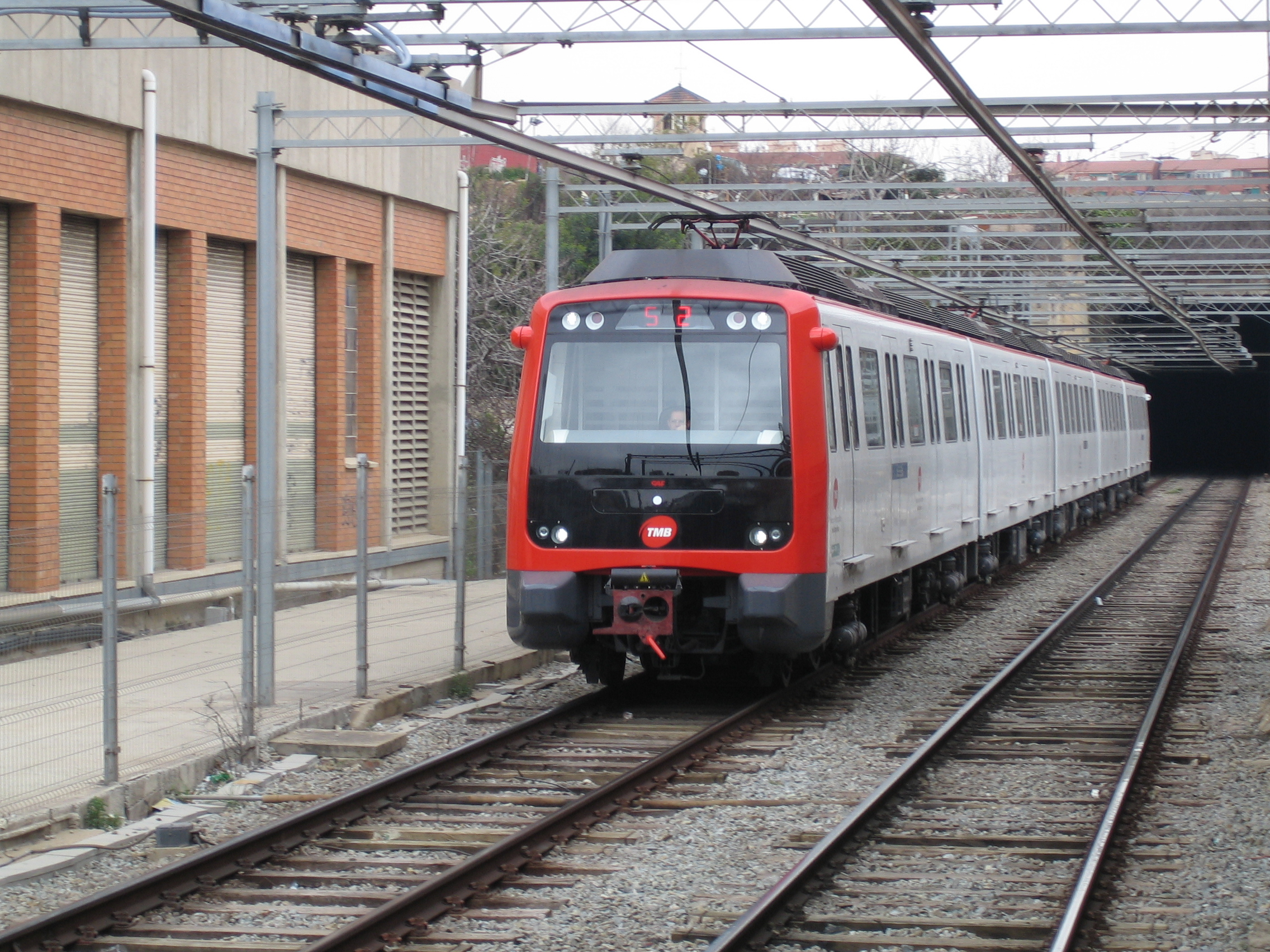
A barcelonai metró

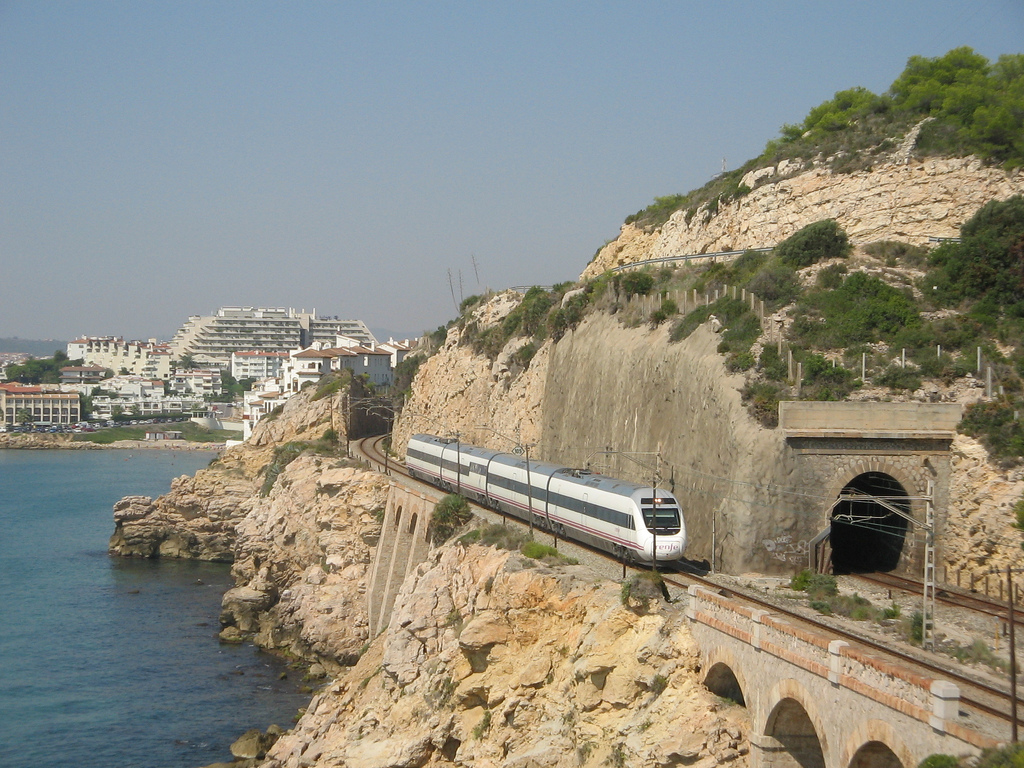
RENFE 120 sorozatú villamos motorvonat a Sant Vicenç de Calders–Barcelona-vasútvonalon

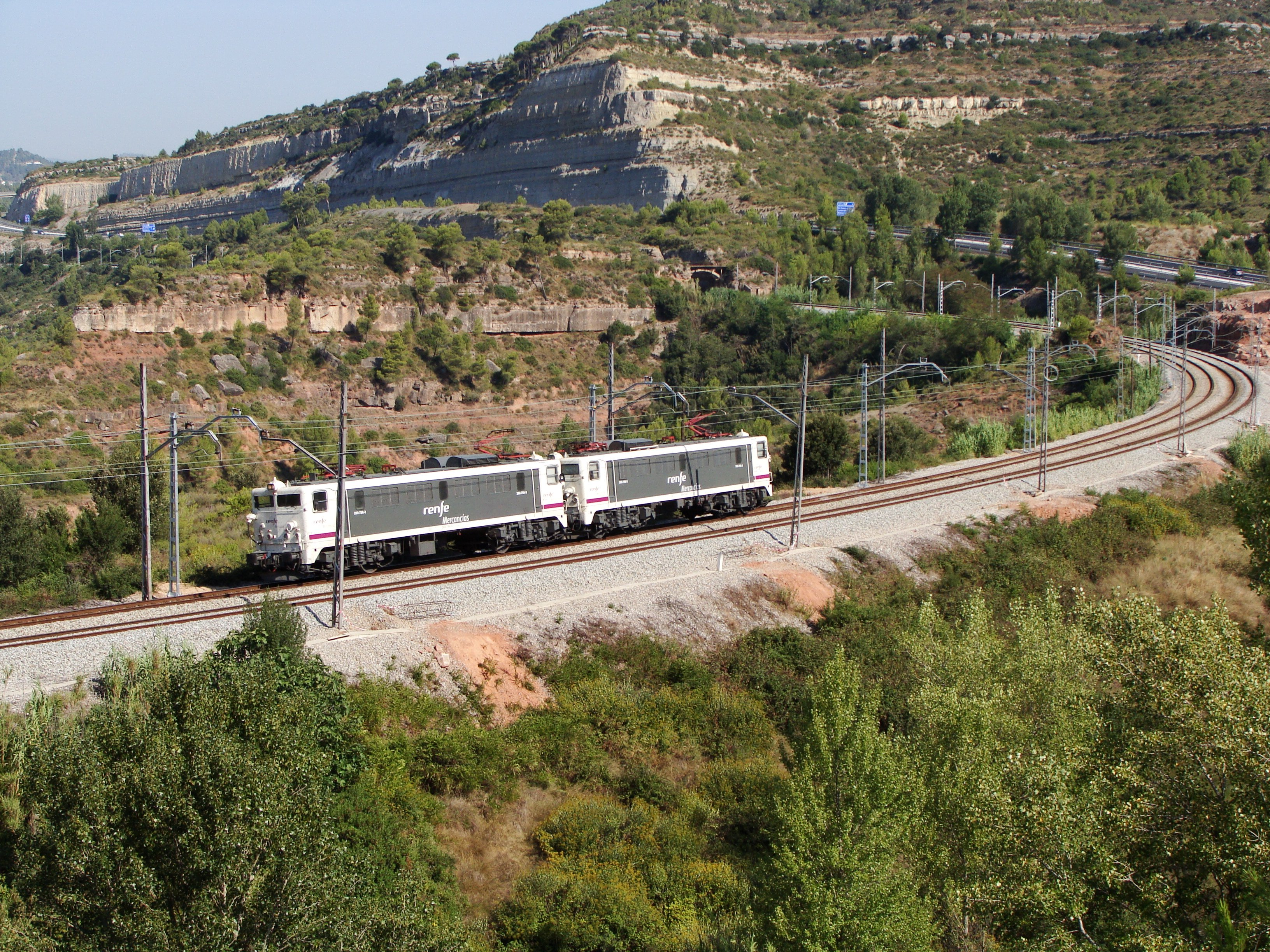
Két RENFE 269 sorozatú villamosmozdony

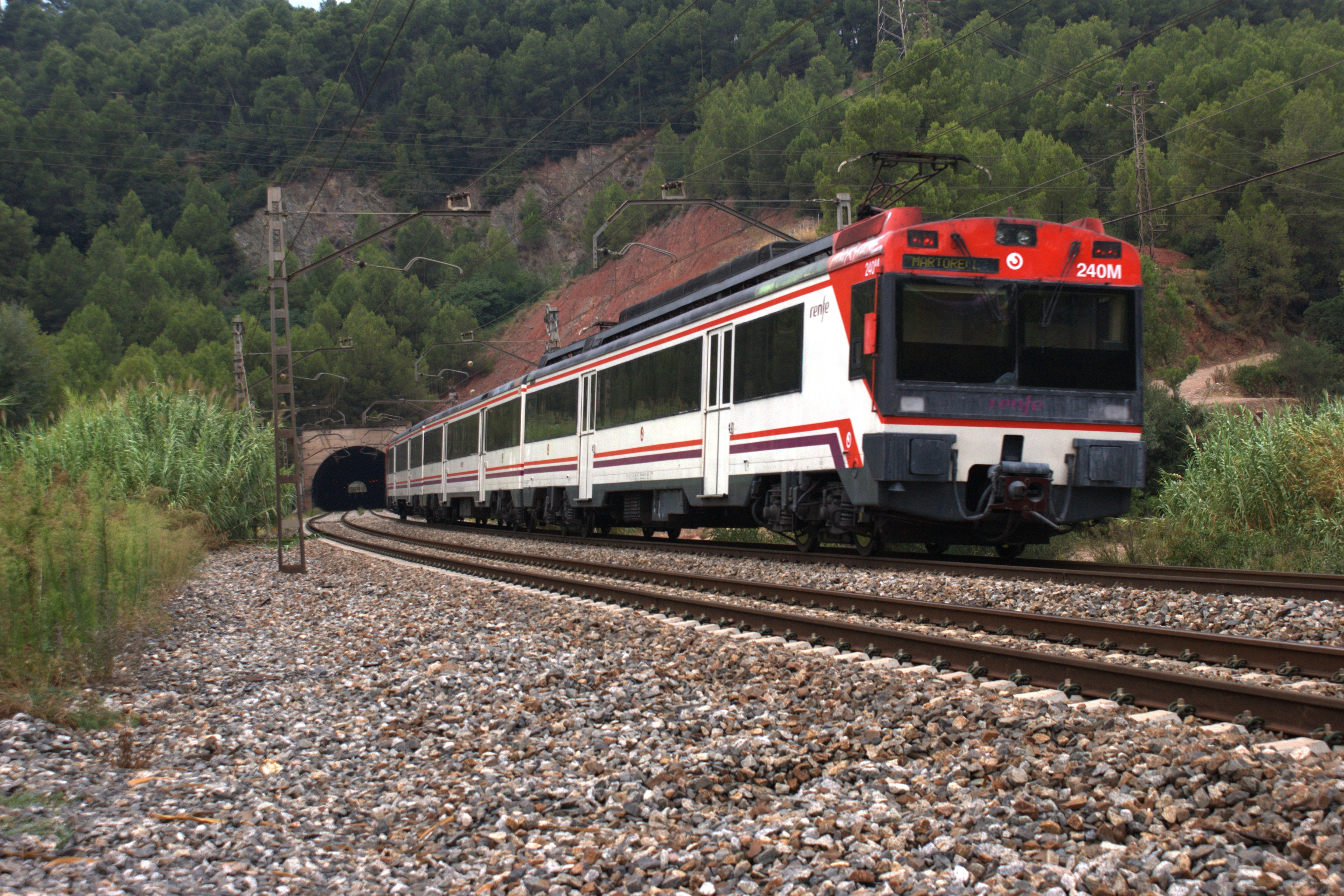
RENFE 440 sorozatú villamos motorvonat

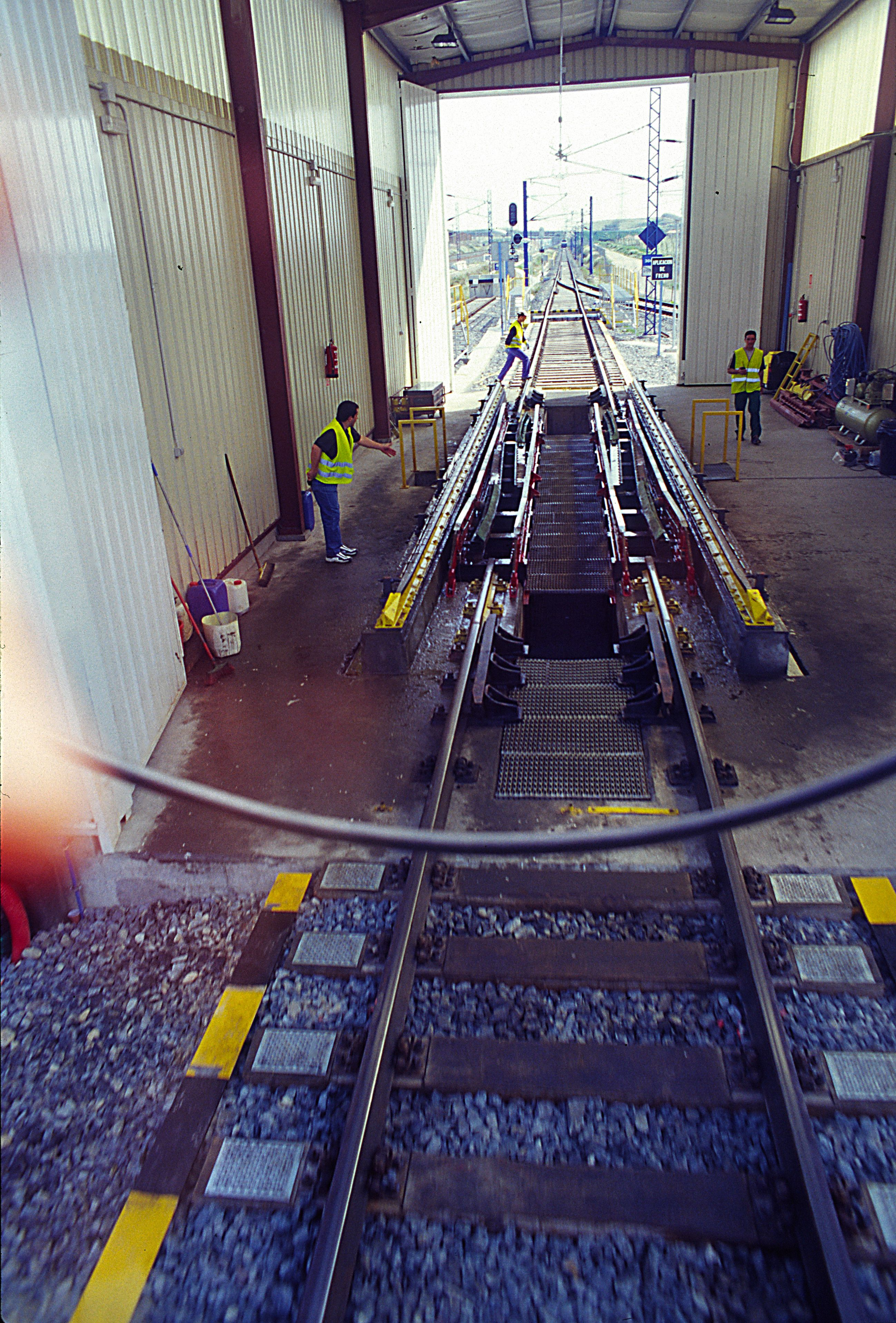
Nyomtávváltó berendezés

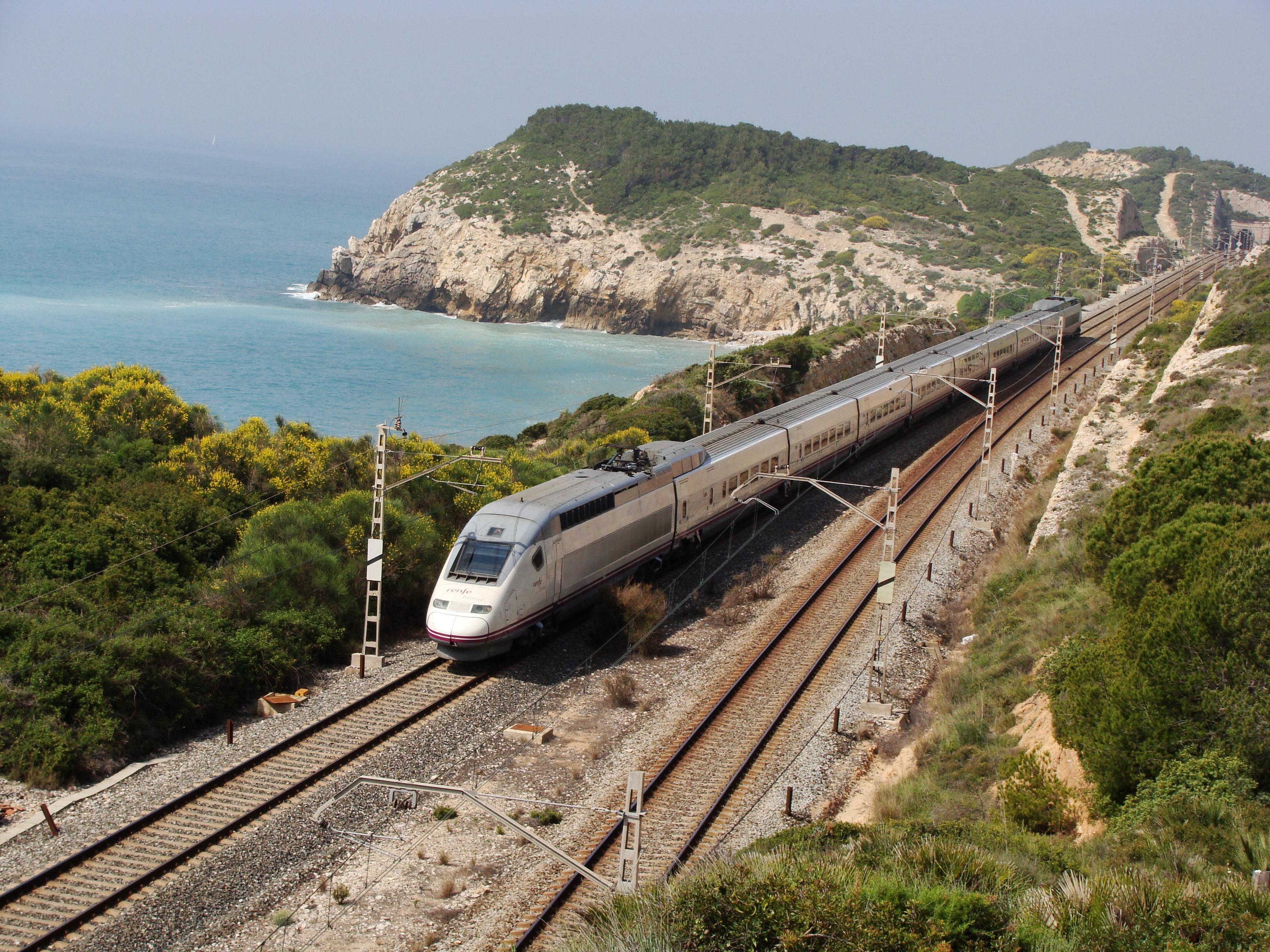
RENFE 101 sorozat Barcelona közelében

Spanyolország az Ibériai-félszigeten fekvő kulturálisan sokszínű, turisták tömegeit vonzó, mediterrán éghajlatú ország. Az ország közepén épült fel (hatalmi szóra) az ország fővárosa Madrid. A jelentősebb városok általában a tenger vagy óceán partjain találhatóak (Barcelona, Bilbao, A Coruña, Cádiz, Málaga), ritkább esetben beljebb (Zaragoza, Sevilla, Granada). Az országot a hatalmas távolságok jellemzik, és az agglomerációkat leszámítva a mobilitás alacsony fokú.
Spanyolországban a vasútvonalak teljes hossza 15 288 km, melyek nagyrészt 1668 mm-es nyomtávolsággal épültek. A nagysebességű AVE hálózat azonban már az európai standard 1435 mm-es nyomtávval. Több városban nyomtávváltó berendezések épültek, hogy a vonatok szabadon átjárhassanak a két legelterjedtebb nyomtávú hálózat között. Napjainkban a nyomtávváltás akár menet közben is megtörténhet, alacsony sebesség mellett, mozdonycsere nélkül. A széles, Ibériai nyomtávú vonalak hossza 11 919 km, a normál nyomtávú vonalaké 3100 km.
Nemzeti vasúttársasága a RENFE.

## Története
Az első vasútvonal Spanyolországban Barcelona–Mataró között épült meg 1848-ban. Matarónál épült az első vasúti alagút is. Ez a Costa del Maresme partszakaszon van, Barcelonától 30 km-re északra. A 19. század második felében a spanyolok és a baszkok is bekapcsolódtak a vasútépítkezésekbe a textilipar mellett. Ez fellendítette a belső gazdaságot, ami azonban a gazdasági világválságban összeomlott. A baszk és a katalán kereskedők és ipari nagytőkések állandó versenyt folytattak egymással, és az ország termékekkel történő ellátásához szükség volt a vasútra. Ez a két régió iparilag ma is a legfejlettebb.
A vasútépítésre épült a teljes spanyol iparosítás a 19. század második felében.
Napjainkban a spanyol vasutat a nagyszabású építkezések jellemzik, több ezer kilométer hosszan épül normál nyomtávolságú nagysebességű pálya a fontosabb városok között az AVE vonatok számára.

## A spanyol vasúti liberalizáció
A spanyolok a vasúti piacuk megnyitását lényegében elszabotálták. Még a 25 tagú Európai Unióban is sikerült sereghajtóknak lenniük. Hozzájuk képest a magyar piac már háromszor előbbre jár. A RENFE számviteli szétválasztása is csak 1999-re történt meg. A 11 821 km-es széles nyomtávolságú (1674 mm) hálózatról leválasztották a normál nyomtávolságú AVE vonatokkal kapcsolatos ügyeket. Ez már azért sem lehetett túlságosan megerőltető, mert addig is lényegében függetlenül működött az AVE a hálózat többi részétől. E függetlenség miatt már 1996-ban kiszervezték a normál nyomtávolságú vonal pályafenntartási és forgalmi tevékenységeit a Gestor de Infraestructuras Ferroviarias (GIF) nevű cégbe. A széles nyomtávolságú pályák üzemeltetésére csak 2003-ban alkottak jogszabályt, amelynek alapján megalapították az Adif társaságot is.
A részletes szabályozás kidolgozása olyan lassan halad, hogy a magántársaságokra vonatkozó szabályok kidolgozása még el sem készült.
A RENFE nem az egyetlen vasúttársaság az országban.
A baszkföldi Eusko Tren vonatok egy 159 km hosszú, villamosított, 1000 mm-es nyomtávolságú pályán közlekednek a francia-baszkföldi Hendaye és Bilbao-Deusto között. A társaság villany motorvonatait évente közel 20 millió utas veszi igénybe. E viszonylag nagy forgalomnak az oka, hogy a vonat négy nagyobb városon is áthalad. Bilbao az egyik végpontja egy másik 1000 mm-es nyomtávolságú vasútvonalnak. Európa legnagyobb kisvasútját üzemelteti onnan kiindulva a Ferrocarriles Españoles de Via Estrecha (FEVE) nevű cég. Az 1267 km kisvasút fővonala az Atlanti-óceán partvonalát követi Bilbaótól A Coruñá-ig (14 órányi utazásra). Az idegenforgalom fejlesztése céljából 2003 májusában nyitották meg újra a tíz évvel korábban bezárt szakaszt a Bilbaóból az ország belseje felé menő mellékvonalon, melyen naponta egy pár személyvonat közlekedik a kisvasúton hétórányira fekvő Leónba. A hálózaton 2002-ben 13 millióan utaztak, amely főleg Bilbao és Gijón elővárosi forgalmából adódott.
A katalán főváros, Barcelona környékén a helyi közlekedési társaság (FGC) 42 km normál nyomtávolságú, 140 km keskeny nyomközű, és két részletben összesen 18 km fogaskerekű kisvasutat üzemeltet összességében jóval évi 70 millió feletti utasszámmal. Az utóbbiak közül a világhírű Montserratra 1958 után 2003-ban indult újra a forgalom.
A Földközi-tenger partján található másik nagyváros, Valencia is saját társasága révén üzemeltet elővárosaiba összesen 174 km kisvasutat (1000 mm), beleértve a város villamos és metró vonalait.
Természetesen az országhoz tartozó Mallorcán sem a RENFE üzemelteti a turista- és a személyvonatokat. Két társaság 104 km látványos vonalvezetésű kisvasutat üzemeltet a szigeten.
Az országban egy 64 km hosszú olyan kisvasút is van, amelyen kizárólag teherszállítás történik. A szerelvények két bánya kiszolgálását végzik.
A magántársaságok egyike sem közlekedtet járatokat széles nyomtávolságon, így elméleti esélye sincs annak, hogy valamelyik kiterjesztené azokra is tevékenységét.

## Spanyolország vasúti személyszállítása
Azoknak, akik csak a statisztikákból ismernek egy országot, a spanyol vasút akár a jobbak közé tartozónak tűnhet. 2003-ban 491,6 millió utast szállítottak, ami nagyjából az olasz vasút teljesítményének felel meg. Az 5,2%-os vasúti részarány ugyan alatta marad az uniós átlagnak, de szinte pontosan egyenlő ebben is az olasz adattal. Ez kiváló eredmény – lenne – annak ismeretében, hogy az olasz vonatok szemlátomást igen nagy utasforgalmat bonyolítanak le, és a spanyolokhoz hasonló távolságokkal rendelkeznek a nagyvárosaik között. Az utaskilométerben mért teljesítmény azonban hatalmas különbségről árulkodik. Az átlagos olasz vasutazó 2,5-szer nagyobb távolságot vonatozik, mint ahogy azt Spanyolországban teszik.
Az eltérés az elővárosi közlekedés nagyarányú és gyors fejlesztésében rejlik. A RENFE vonatai három nagy csoportra oszthatók. Az elővárosi vonatokra (Cercanías), a személyvonatokra (Regionals) és távolsági (grandes lineas) vonatokra.
A 11 elővárosi hálózaton összesen 446 millió utast szállítottak (az összes utas 91%-át), 1,47%-kal többet, mint az előző évben. Tették mindezt napi 3300 vonattal 97,2%-os pontosság mellett (azaz legfeljebb 3 perc késéssel). A lényegében független pályán közlekedő HÉV-ek teljesítményét levonva már egyáltalán nem rózsás a helyzet. A 45,6 millió utas nem sokkal több, mint az ország lakossága. Az átlag spanyol tehát évente legfeljebb egyszer utazik regionális vagy távolsági vonattal, de vissza már nem jön vele. Tovább romlana a helyzet, ha kivonnánk a kiemelkedően sikeresnek minősített AVE vonatok teljesítményét.
Az AVE 1992 áprilisában indult a Madrid és Sevilla közötti 471 km hosszú normál nyomtávolságú nagysebességű vonalon. A menettartam a két város között 60%-kal csökkent az AVE által. A legnagyobb sebessége a TGV rendszerű szerelvényeknek 300 km/h. E sebességgel csak ritkán megy a vonat, mert a menetrendbe nagyobb tartalékidő is be van építve. Így nem csoda, hogy a vonatok 99,8%-a legfeljebb három perc késéssel érkezik. A vonatok – a RENFE hibájából bekövetkező – 5 percnél nagyobb késése esetén a jegyár egészét visszatérítik. Az 1994. szeptember 11-e óta eltelt 10 évben 161 202 vonat esett e szabály hatálya alá 41 437 935 utassal. Csak 364 járat késett öt percnél többet, mely miatt 3,2 millió eurót fizettek ki 94 133 utasnak. Ez jelentéktelen, mindössze 0,23%-os része a teljes 1,388 milliárd eurós menetdíj bevételnek.
Az AVE vonatok átlagosan 257 fizető utast szállítanak, a naponta közlekedő 21 pár járat tehát 10 800 főt, évente 4,1 milliót. A távolsági forgalomban elszállított évi 45,6 millió utas 10%-a tehát az AVE vonatokkal utazott. Ehhez ráadásul hozzá jön a szintén ezt a nagysebességű vonalat használó Madrid–Málaga, Madrid–Algeciras és Barcelona–Sevilla vonatok. Így a vonal aránya a távolsági forgalomban 15% körüli. Ez sok. Tényleg a nagysebességű közlekedés a jövője a spanyol vasutaknak.
A spanyol hálózat jelentős részén lényegében csak alibi személyszállítás történik. A napi egy-három pár regionális vonat ugyanis lényegében semmiféle utazási igényt nem képes kielégíteni. Aligha utaznak tömegek olyan településekről vonattal, ahol az egyik irányba 23 óra után, a másikban hajnali ötkor megy az egyetlen személyvonat egy olyan országban, ahol délelőtt tíz óra előtt élő embert nem látni a városokban. A regionális vonatok csak ott bonyolítnak le említésre méltó forgalmat, ahol turisztikai nevezetességeket kötnek össze. Ilyenkor a két-három kocsis motorkocsi nyáron megtelik turistákkal.
A regionális vonatok jelentős része „Expressz” névű. Ez annyiban igaz is, hogy tényleg csak a nagyobb településeken állnak meg. Ilyetén módon csak harmad-negyedannyi helyen, mint ezelőtt 40 évvel. A minimális személyvonati számhoz általában még ennél is kevesebb tehervonat párosul. A 25–30 km-enként lévő állomások személyzete lényegében egész nap nem csinál semmit. A nagy távolságok miatt még ezek az expresszvonatok szerelvényfordulója sem optimális, alig néhány képes egy körnél többet is megtenni egy nap alatt. Sajátos módon a spanyol vasút majdnem minden európai gyártótól rendelkezik jó pár féle járművel. Ez nemcsak az eszközök összekapcsolását nehezíti meg, de a sokféle típus miatt egyiket sem tudják megfelelően fenntartani. Egyszerűen nem értenek hozzá. A pályaállapotok sok helyen rosszabbak annál, mint amire a menetrendet tervezték, így gyakoriak az akár 45 perces késések is a lassújelek és a vonatok egymásra várása miatt. Az esetleges meghibásodás a tapasztalatok szerint legalább három-négy órás késéssel jár, és megdöbbentően sűrűn előfordul.
Regionális forgalomban is közlekedik néhány helyjegyköteles vonat. Ezekről lényegében csak az állomási menetrendből derül ki, hogy helyjegy kell rá. A helybiztosítás összege 3 euró.
A fentiek miatt egyáltalán nem népszerű a helyiek körében a regionális vasúti közlekedés. A távolsági forgalomban ha lehet még rosszabb a helyzet. Az utazások tervezését nagyban nehezíti, hogy már három éve nincs kiadva az ország vasúti menetrendje. Úgy gondolták, a számítógépes hálózat pótolja azt. Tévedtek. Köbméter számra nyomtatják naponta az utasoknak A/4-es lapokra a viszonylatra és dátumra szabott menetrendeket. Noha a legnépszerűbb viszonylatra készült nyomtatott menetrendi lap, ami az árakat is tartalmazza, azok hamar elfogytak. Így – jobb híján – fénymásolni kezdték azokat. Sőt, volt ahol az előző félévit tették ki, hagy fogyjon… A pénztárosok elvből nem adnak menetrendi információt, erre külön ablak van a pénztárak mellett. Teszik mindezt sokszor akkor is, ha az állomást kevesebb vonat érinti, mint ahányan a pénztárban dolgoznak.
A nyomtatott menetrenddel a kezében a pénztárhoz járuló ügyféllel a nyári szezonban szinte mindig azt közlik, hogy a kívánt vonatra nincs már hely. Mikor visszakérdez, hogy akkor esetleg a korábbira, vagy a későbbire van-e, akkor visszaküldik az információba, hogy kérjen új lapot, rajta a vonat számával.
Ez azonban botrányos körülményekhez vezetett például Barcelonában. A „kulturált” utazást biztosítandó sorszámot kell nyomtatni. Azonban mindössze legfeljebb kettő ablak ad információt és 14 jegyet. Jegyet nem adnak „információ” nélkül. Oda tehát sokan várnak. Viszont amikor a hívó szembesül a ténnyel, hogy 130 sorszám van előtte, inkább elmegy. Az információ csak sorszámmal hajlandó fogadni, de mivel a többség már nincs ott, így általában 5-10 percenként kerül csak ember az információs ablak elé.
A RENFE szakmai vezetése biztos sokat takarít meg a menetrendkönyv ki nem adásával, ám ez is példátlan szakmai anomáliához vezetett. A „korszerű” számítógépes menet- és helyjegykiadó rendszer csak az állomások kódjaival hajlandó működni, a kódokat pedig csak a négy évvel ezelőtti agyonhasznált menetrendkönyvecske tartalmazza. Ezt használja szinte minden pénztáros a mai napig.
Az 1980-as évek spanyol menetrendjeinek tanulmányozása során egyértelműn látszik, hogy a vonatok gyakorisága a távolsági forgalomban szinte semmit sem változott. E területen a mai napig a 70-es évek utazási igényeit elégítik ki, csak azóta elözönlötte az országot a turisták hada. E turisták elszállításáért a RENFE semmit sem tesz. A „téli” kapacitással járnak nyáron is a vonatok. A helyiek tudván ezt, hónapokkal korábban megveszik a helyjegyeket. A vonaton nincs is üresen maradó hely. Ilyen drága és nehezen pótolható (hely)jegyet az ember nem hagy veszendőbe menni…
Az uniós csatlakozásával a „fejletlen” Spanyolország a strukturális alap legnagyobb felhasználója lett, iskolapéldákat szolgáltatva az EU-s finanszírozás ellentmondásaira. Az EU csak infrastruktúrás fejlesztéseket támogat, üzemeltetést, fenntartást nem. A spanyolok átépíttették hát az unióval a vasúthálózatukat. Ezzel ugyan jelentős menetidő csökkenést érhettek (volna) el, de ez egyáltalán nem befolyásolta a forgalmat a vonalon. A Madridból egyenesen északra haladó vonal a legrövidebb út a főváros és a francia határ között. A forgalom mégsem erre bonyolódik, hanem egy 100 km-es kerülővel nyugat felé. A kiváló állapotban lévő, átépített, helyenként 130-cal is járható pályán a vonatok 195 perc alatt teszik meg a 283 km-t egy megállással. Az elképesztő mennyiségű tartalék bizonyára azért van a menetrendbe építve, nehogy sokkal gyorsabb legyen a kerülő vonatoknál.
A vonalat amolyan „tartaléknak” tartja a RENFE, mert a napi egyetlen pár erre közlekedő személyvonat és ennél nem több tehervonat nem tehet gazdaságossá egy közel 300 km hosszú pályát.
Az elképesztő pazarlásnak se szeri, se száma a spanyol hálózaton. A túlméretezett állomási létszám mellett a távolsági vonatok hossza és milyensége is gyakran kritikán aluli. Sokszor nem tartalmaz a távolsági vonat másodosztályú (itt turistának hívott) kocsit, így az utasok kénytelenek elsőosztályú (preferente) jegyet venni. A globáldíjszabás jellemző anomáliái miatt nem egy viszonylatra olcsóbb a „preferente” jegy, mint a „turista”. Ha mégis van másodosztály, az sokszor csak azért, mert a vagon fele büféként funkcionál, annak minden hátrányával, így mindössze 40 ülőhely/nap a másodosztályú kapacitás. Olyanra is volt példa, hogy a helyjegyen szereplő vagon nem volt a vonatban.
A távolsági vonatok mindegyikén 6 eurót kell fizetni a helyjegyért. Ez a legdrágább Európában. A spanyol vasút azonban elérte, hogy az utas nem sokallja ezt az összeget. Annak is örül, ha kapott helyjegyet.
A spanyol vasút mégis minden vasúti szaklapban említve van. Ennek oka, hogy hatalmas sebességgel épül több város villamos- és metróhálózata, és a RENFE is több fejlesztési projekten dolgozik egyszerre. A spanyol vasút – komolyan véve az előrejelzéseket – a nagysebességű közlekedésben véli megtalálni a kitörést a távolsági forgalomban. Erre azonban akkor jöttek rá, amikorra szinte a teljes hagyományos hálózatukat átépítették.
A spanyol állam a vasútja mögé áll. Ennek eredményeként 2007-ig 41 milliárd eurót költ Spanyolország nagysebességű vasutak építésére. A cél, hogy valamennyi tartományi székhely négy órán belül elérhető legyen vonattal Madridból. Ehhez öt közlekedési folyosót kell kiépíteni 7 200 km hosszban, amelyből mostanra 3 100 km készült el.
Megkezdődött a Madrid–Lisszabon közötti nagysebességű vonal tervezése. Már aláírták a Franciaországgal való összekötés szerződéseit. A 45,4 km hosszú vonal koncesszióba kerül ötven évre, az államnak 952 millió eurójába kerül majd, és az aláírástól számított 60. hónapban át is adják. A baszk tartományban 3,6 milliárd euróért Y alakú kiágazás készül a barcelonai pályából Bilbao, Donostia-San Sebastián és Vitoria elérésére. Ebben a szükséges 75 alagút (egyikük 25 km), és 35 viadukt ára is benne foglaltatik. A fent említett városokba ma Madridból egy-két pár vonat közlekedik, elszállítva naponta legfeljebb 100-200 utast.
2003 októberében indultak a vonatok a Madrid–Barcelona vonal első szakaszán, 493 km-en. A biztosítóberendezés nem megfelelő működése miatt egyelőre „csökkentett” sebességgel, alig 200-zal futottak a vonatok 350 helyett. Ha sikerül végre felvenni a 350-es tempót, azzal újra spanyol lenne Európa leggyorsabb vonata. A 300-as sevillai AVE-t ugyanis letaszította a trónról a németek Frankfurt–Köln vonalán 330-cal is száguldó ICE 3-ja. Így egyelőre 2 óra 48 perc a menettartam, ami másfél órára csökken az eddigi 4 óra 50 percről. A folytatás Barcelonáig 2004 végére készült el. A 635 km-es utazás Madridból Barcelonába mindössze 2 és fél órát vesz igénybe a régi 6 és fél óra helyett. Az évek óta tartó vágányzár a Madrid–Toledo vonalon is hamarosan véget ér, 2005-re már a 74 km-es nagysebességű vonalon utazhatnak az utasok. 2003-ig napi tíz pár vonat közlekedett oda másfél óra alatt, most ez az idő is felére, harmadára csökken majd.
A Córdoba–Málaga szakaszon is folyik a nagysebességű pálya építése. A 193 km-es vonal 2007-ben átadásra is kerül. Ez azonban csak az első szakasza egy 1079 km-es Andalúzia nagyvárosait (Málaga, Granada, Cádiz, Huelva és Jaén) összekötő hálózatnak. Erre biztosan égető szükség van, Jaénban például eddig napi egy pár vonattal képviselte magát a RENFE. A 22 részből álló terv elkészülése nagyjából biztosra vehető. A már említett Madridból északra tartó kihasználatlan pálya újabb konkurenciát kap: 170 km hosszban a kerülő útvonal Madrid–Valladolid és Medina del Campo városok között nagysebességű pályával egészül ki.
Noha a mai spanyol távolsági személyszállítás az Európai Unió legszínvonaltalanabb ilyen szolgáltatása, látható, hogy a mai széles nyomtávú RENFE jelentős részéről már 2007-re eltűnik a távolsági személyszállítás. A változás minőségi lesz, a forgalom megugrása is biztosra vehető, bár kétséges, hogy ér-e az egész 10 250 milliárd forintot.

## Spanyolország vasúti árufuvarozása
A spanyol árufuvarozás soha nem volt meghatározó az elmúlt ötven évben. Így lehet az, hogy a napjainkban alig érezhető tehervonati jelenlét (26,2 millió tonna 2001-ben) egy 1970-en óta tartó állandó növekedés(!) eredménye. Nem véletlen, hogy Spanyolországban a teherforgalomban a RENFE részesedése (7,5%) alig fele az EU-15-ök átlagának, de ha az EU-25-re nézzük még harmada sincs. A szervezésnek nyoma is alig van a hálózaton. Teherpályaudvar csupán Madrid mellett volt jelentősebb méretű. Egyébként nem törődnek sokat a kocsik rendezgetésével, akár 2-3 kocsival keresztül küldik a tehervonatot az országon. A szállításban jelentős a saját célú fuvarozásnak aránya a nem kevés átépítés, új építés kapcsán. Említésre méltó néhány bányának a forgalma is. Így sikerül összehozni 26 millió tonna árut, ami a MÁV és GYSEV együttes eredményének felel meg. Az árutonna km-ben pedig Litvánia szintjén állnak. Jellemző adat, hogy az óceánparti FEVE kisvasút 3,3 millió tonna árut szállít, ami 13%-a a nagy RENFE teljesítményének.

## Forgalom
A RENFE 2008. évben a nagysebességű vonatokon utazók száma 25,5 százalékkal nőtt, és elérte a 23,3 millió főt. Ugyanakkor az elővárosi forgalomban közlekedők száma 1 százalékkal esett vissza, és így ott az elmúlt évben 501,1 millió utast szállítottak el.
A spanyol infrastruktúra igazgatója a 2009-es évben rekord nagyságú 9,6 milliárd eurót kíván befektetni, a spanyol gazdaságélénkítő programmal összhangban.

## Nyomtávváltás
Spanyolország nem az európai 1435 mm-es nyomtávot, hanem az ún. ibériai nyomtávot alkalmazza. Ez azonban számos problémát okoz a nemzetközi vonatok esetében. Az ország folyamatosan keresi a megoldást a hatékony nyomtávváltás megoldására. Erre egy megoldás a nyomtávváltó berendezés.
Az első két berendezést a francia-spanyol határra telepítették. Azóta azonban kiépült a normál nyomtávolságú nagysebességű hálózat egész Spanyolországban, ezért a konvencionális, 1 668 mm széles, hálózati csatlakozásokhoz is kellett nyomtávváltó berendezéseket telepíteni. Jelenleg 10 nyomtávváltó berendezés üzemel Spanyolországban. Amíg a kezdetben csak a személykocsiknál lehetett a váltást végrehajtani, az új nagysebességű normálnyomtávú hálózat megépítése a CAF és a Talgo vállalatokat arra sarkalta, hogy mind a  mozdonyok, mind a motorvonatok esetében is lehetővé tegyék, és ez azt jelenti, hogy kétféle berendezést üzemeltetnek. Telepítésük attól függ, melyik gyár vonatai milyen üzemben dolgoznak az adott ponton. Az első TCRS 1 kettős váltó állomást 2003. évben mutatták be, majd 2007. évben ennek TCRS 2 változatát. Azonban egyik sem adott ideális megoldást. 2008. év februárjában állították üzembe a TCRS 3 prototípus berendezését, amely mind a CAF, mind a Talgo változtatható kerékrendszerrel ellátott járművek esetén használható. Ezzel azonban az infrastruktúra vezetése nem elégedett meg. Olyan Unichanger berendezést szeretnének, amely bármely európai nyomtávváltó rendszerrel ellátott vonatot a vonat megállása nélkül képes a nyomtávolságot  megváltoztatni.

## Érdekesség
Spanyolországban van az európai kontinens legdélibb vasúti állomása, a Gibraltártól kb. 7 kilométerre nyugatra lévő Algeciras város állomása.

## Vasúti kapcsolata más országokkal
- Andorra – az országban nincs vasút
- Franciaország – eltérő nyomtáv 1435 mm / 1668 mm, eltérő áramrendszer 3 kV DC / 1,5 kV DC, azonos nyomtávú nagysebességű vonal.
- Portugália – azonos nyomtáv, eltérő áramrendszer  3 kV DC / 25 kV AC
- Gibraltár – Gibraltárban nincs vasút
- Marokkó – tervezés alatt, azonos nyomtáv, azonos áramrendszer

## Lásd még
- Spanyolország vasútvonalainak listája